# Przejście graniczne Terespol-Brześć (drogowe)
Przejście graniczne Terespol-Brześć – polsko-białoruskie drogowe przejście graniczne położone w województwie lubelskim, w powiecie bialskim, w gminie Terespol, w miejscowości Terespol.

## Opis
Przejście graniczne Terespol-Brześć. Czynne jest przez całą dobę. Dopuszczony jest ruch osobowy i towarowy pojazdami o dopuszczalnej masie całkowitej do 3,5 tony bez względu na ich obywatelstwo lub przynależność państwową oraz mały ruch graniczny.
Do przejścia granicznego dochodzi od polskiej strony droga krajowa nr 2 (przed 1985 droga międzynarodowa E8), a od białoruskiej droga lokalna.
Odprawa graniczna dokonywana jest na 18 pasach ruchu:
- Wjazd do RP – 8 pasów ruchu:
  - CD/CC/ PRIORYTY – ONE STOP – 1
  - UE, EOG i CH – 1
  - ALL PASSPORTS – 5
  - AUTOKARY – 1
- Wyjazd z RP – 10 pasów ruchu:
  - CD/CC/ PRIORYTY – 1
  - UE, EOG i CH – 1
  - ALL PASSPORTS – 7 (w tym Tax Free)
  - AUTOKARY – 1.

### Podmioty odpowiedzialne
Stan z 6 czerwca 2014
Podmioty odpowiedzialne za dokonywanie kontroli osób, towarów i pojazdów przekraczających granicę:
- Kontrola graniczna: Placówka Straży Granicznej w Terespolu[a][7]
- Kontrola celna: Oddział Celny Drogowy w Terespolu (Izba Celna Biała Podlaska, Urząd Celny Biała Podlaska).

Administracja przejścia:
- Zespół Drogowego i Kolejowego Przejścia Granicznego w Terespolu, podległy Lubelskiemu Zarządowi Obsługi Przejść Granicznych w Chełmie – Wydział Zamiejscowy w Koroszczynie (stan zatrudnienia – 24 osoby ).

Powierzchnia terenu w zasięgu terytorialnym przejścia granicznego: 10,10 ha (w tym odcinek drogi krajowej nr 2 – od szlabanu wyjazdowego do granicy państwa).

### Stanowiska odpraw, miejsca postojowe
Stan z 6 czerwca 2014
Potokowa organizacja ruchu – kontrola graniczna i celna osób i pojazdów odbywa się na pasach odpraw:
- Wjazd do RP:
  - Samochody osobowe – 8
  - Autobusy – 2[b]
- Wjazd z RP:
  - Samochody osobowe – 8
  - Autobusy – 2[b].

Na płycie północnej (wjazdowej do RP) są dwa pasy, usytuowane przy osi przejścia.
Łączna liczba stanowisk kontrolerskich w pawilonach kontroli paszportowo–celnej przy pasach odpraw – 80 (po 40 dla obu służb).

### Obiekty kubaturowe
Stan z 6 czerwca 2014
- Budynek główny służb: granicznej i celnej (1 400,10 m²)[c]
- Pawilony kontroli paszportowo–celnej przy pasach odpraw, oba kierunki ruchu – 34 szt. (łącznie 602,20 m²)[c]
- Pawilony przy pasach manewrowych – 2 szt.(łącznie 26,92 m²)[c]
- Budynki kontroli szczegółowej pojazdów – 2 szt.(łącznie 2 022,34 m²)[c]
- Budynek kontroli specjalnej – wiata przejazdowa (46,80 m²)[c]
- Pawilony na rogatkach: wjazdowej i wyjazdowej – 2 szt. (łącznie 27,80 m²)[c]
- Pawilony sanitarne – 3 szt. (łącznie 208,07 m²)[c]
- Wiaty przy budynku głównym – 2 szt. (łącznie 750,46 m²)[c]
- Wiata łącząca budynek główny z wiatą nad pasami odpraw na płycie wjazdowej (143,51 m²)[c]
- Wiaty nad pasami odpraw – 3 szt. (łącznie 1 1985,00 m²)[c]
- Wiaty przy budynkach kontroli szczegółowej samochodów i autobusów – 4 szt. (łącznie 1 476,80 m²)[c]
- Wiaty na rogatkach: wjazdowej i wyjazdowej – 2 szt. (łącznie 1 065,00 m²)[c].

### Media
Stan z 6 czerwca 2014
- Zasilanie elektroenergetyczne: własna stacja transformatorowa, zasilana dwiema niezależnymi liniami kablowymi średniego napięcia 15 kV oraz agregat prądotwórczy i UPS
- Sieć telefoniczna: łączność telefoniczna (wewnętrzna i zewnętrzna) zapewniona jest dla wszystkich służb i pozostałych użytkowników pomieszczeń na przejściu granicznym
- Straż Graniczna posiada dodatkowo łączność radiową
- Sieci teletechniczne: CCTV, OCR, SBP, SKD, SMM, SSP, SSWiN, SWOC, WLAN
- Gospodarka wodno–ściekowa: przejście jest zaopatrywane w wodę z sieci wodociągu gminnego, a ścieki sanitarne są odprowadzane do gminnej oczyszczalni ścieków
- Ogrzewanie i zaopatrzenie w ciepłą wodę: ogrzewanie i ciepła woda z własnej kotłowni olejowej, a w części obiektów elektryczne ogrzewanie i podgrzewanie wody.

### Elementy infrastruktury należące do przejścia granicznego
Stan z 6 czerwca 2014
- Parkingi – 2 (łącznie 190 miejsc postojowych dla samochodów osobowych)
- Stacjonarne monitory promieniowania typu bramkowego – 2 zestawy
- Zapory drogowe (szlabany) – 57 szt.
- Maszt antenowy.

### Infrastruktura usługowa
Stan z 6 czerwca 2014
- Izolatka/pomieszczenie do udzielenia choremu pierwszej pomocy (powierzchnia użytkowa – 8,73 m²)
- Parking dla podróżnych (107 miejsc dla samochodów osobowych)
- Kantor wymiany walut
- 6 automatów z napojami
- 3 toalety publiczne (łącznie 25 kabin i 10 pisuarów).

### Przejścia graniczne polsko-radzieckie

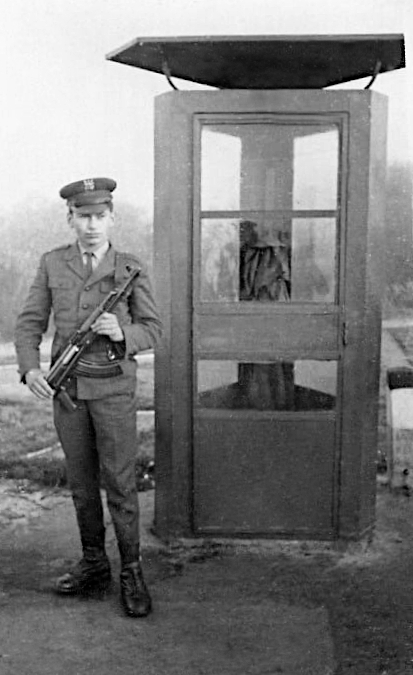
Żołnierz WOP samodzielnej kompanii KRG w Terespolu. Element służby granicznej pełniący służbę w drogowym przejściu granicznym Terespol-Brześć (1969)

W okresie istnienia Związku Radzieckiego funkcjonowało w tym miejscu drogowe przejście graniczne Terespol, będące jednym z dwóch na całej polsko-radzieckiej granicy. Dopuszczony był ruch osobowy i towarowy. Czynne było przez cały rok w godz. 7.00–21.00 (lata 60. XX w.). Od 1972 czynne już od 1 maja do 30 października całą dobę, od 31 października do 30 kwietnia w godz. 7.00–21.00, a od 20 lutego 1979 codziennie przez całą dobę. Dopuszczony był ruch osobowy i towarowy. Od 24 stycznia 1986 rozszerzono o uproszczony ruch graniczny na podstawie przepustek. Kontrolę graniczną osób, towarów oraz pociągów wykonywała Graniczna Placówka Kontrolna Terespol.
W październiku 1945 na granicy polsko-radzieckiej, w ramach tworzących się Wojsk Ochrony Pogranicza utworzono Przejściowy Punkt Kontrolny Terespol (PPK Terespol) – drogowy III kategorii, przy szosie Biała Podlaska–Brześć–Kobryń.

## Galeria

Przejście graniczne Terespol-Brześć (drogowe)
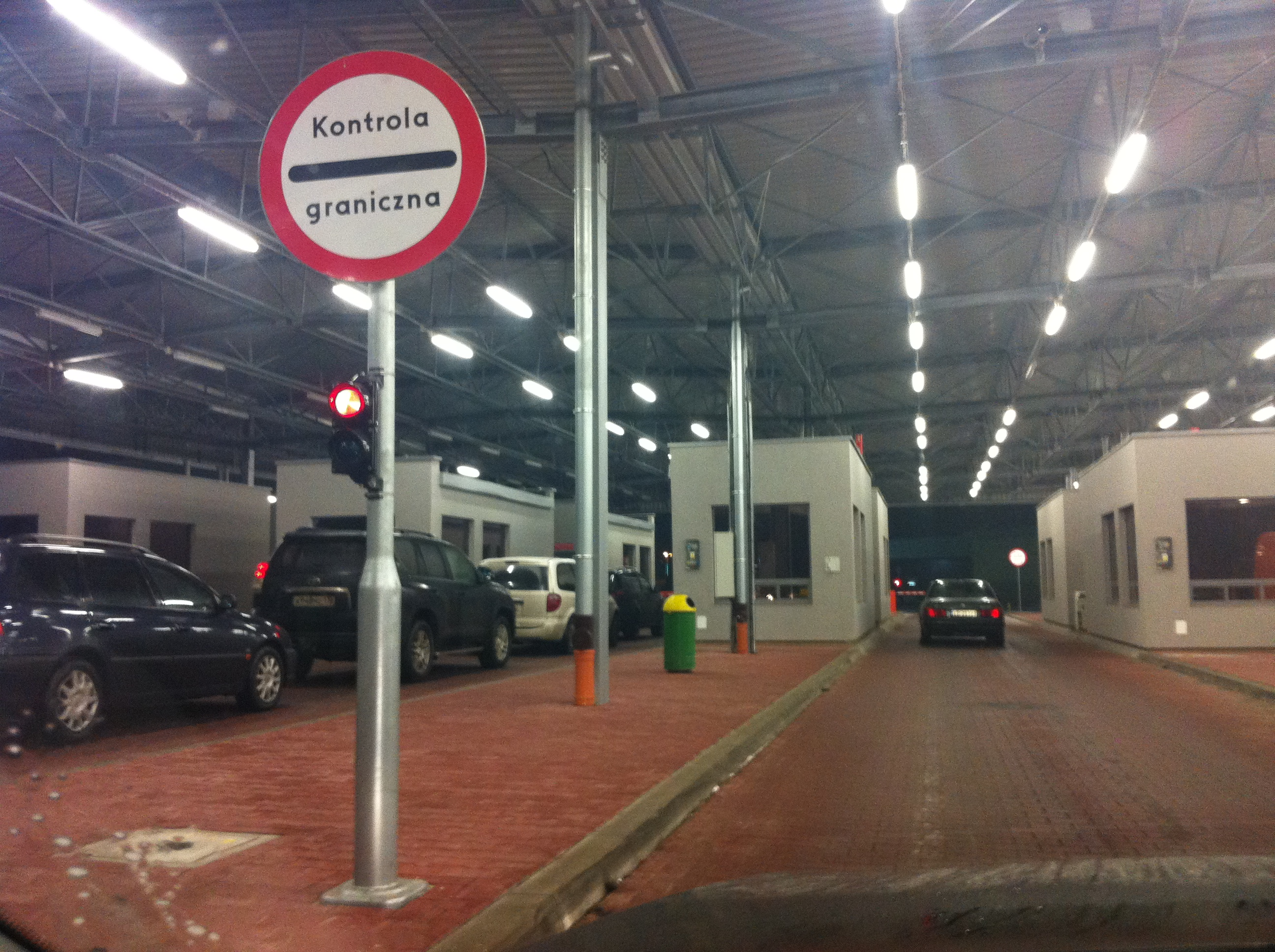
(marzec 2011)
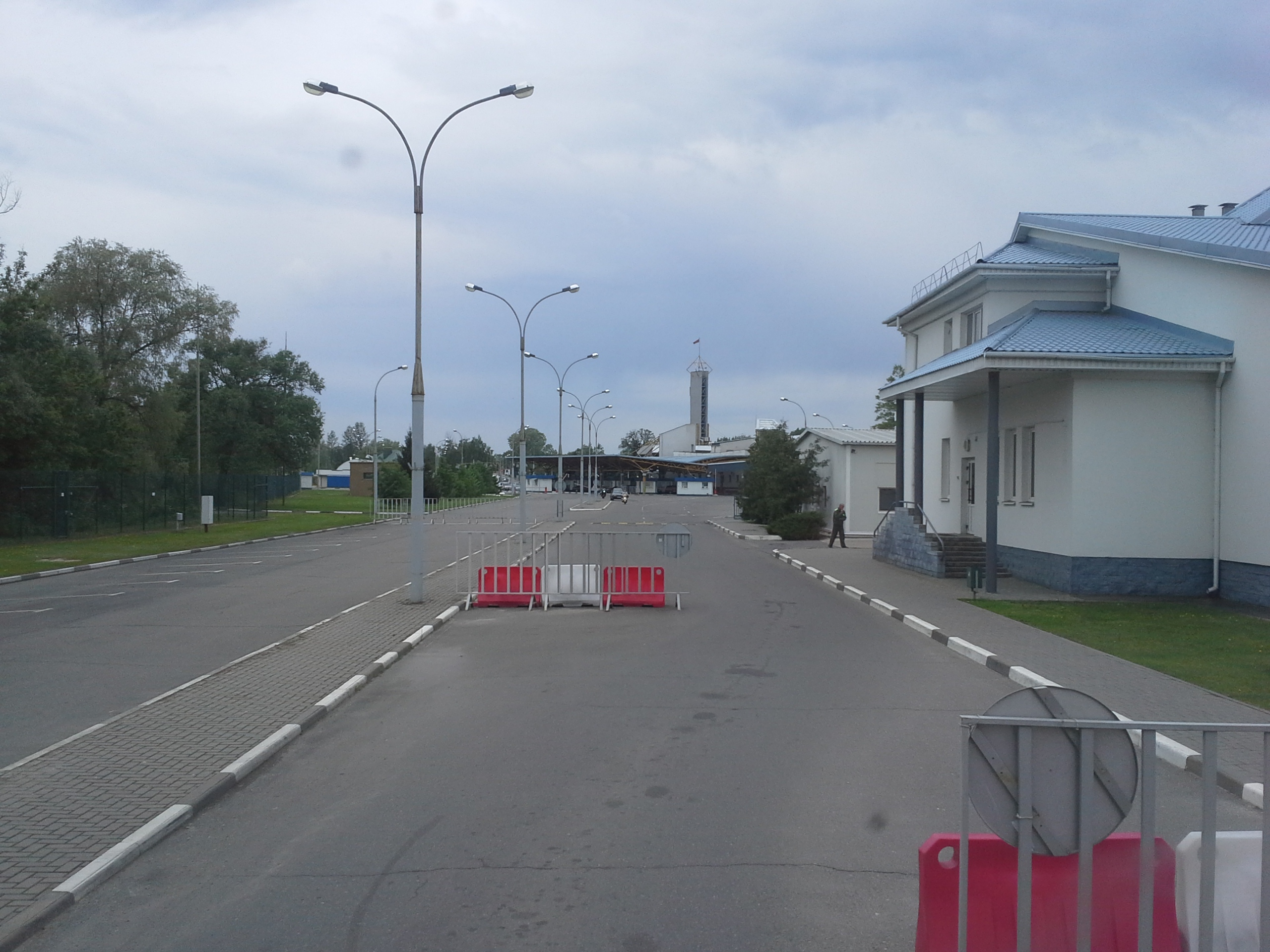
(maj 2015)
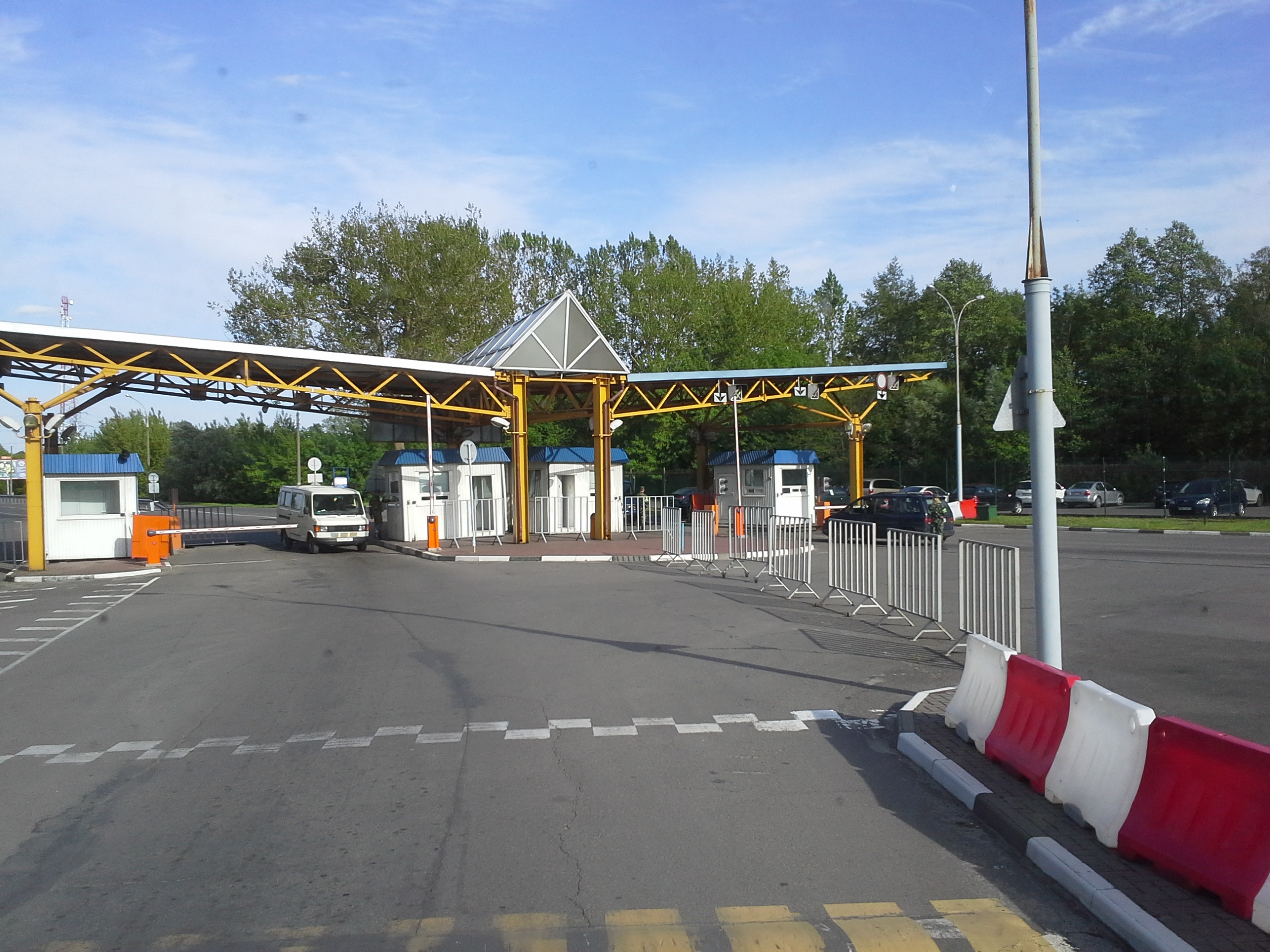
(maj 2015)

Stemple kontroli granicznej
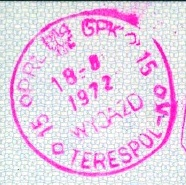
Polski stempel (PRL)
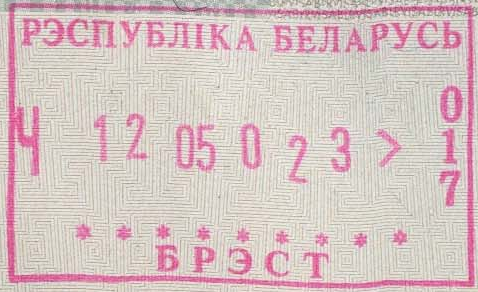
Białoruski stempel